# Arthur Holland (àrbitre)
Arthur Holland   (Birmingham, 26 de novembre de 1916 - Barnsley, març 1987) va ser un àrbitre de futbol anglès.

## Carrera professional
Nascut a Barnsley, Holland es va convertir en un linier de la Football League el 1947 i va ingressar a la Llista d'Àrbitres el 1951, fent-se càrrec de la final de la FA Amateur Cup el 1959.  Més tard, el mateix any va ser nomenat a la Llista de la FIFA i posteriorment va arbitrar la final de la Copa d'Europa de 1963 entre el Benfica i el Milan a l'estadi de Wembley a Londres, un partit que va trencar una ratxa consecutiva de dues victòries portugueses a la Copa d'Europa, i que representà també la primera victòria italiana en la competició.   Va acabar la seva carrera com a àrbitre nacional amb la final de la FA Cup de 1964 entre el  West Ham United i el  Preston North End. Unes setmanes més tard, el seu últim partit va ser la final de la Copa d'Europa de Nacions de 1964 entre Espanya i la Unió Soviètica a Madrid.
Fora del futbol, va treballar com a miner des del 1935 i, després de la seva jubilació com a arbitrador, va treballar com a taberner, dirigint el pub The Paddy a Kendray, Barnsley.

## Partits rellevants arbitrats
- Copa d'Europa 1962–63 (final)
- FA Cup 1963–64 (final)
- Copa d'Europa de Nacions de 1964 (final)